# Deperdussin monoplano de 1910
O Deperdussin monoplano de 1910 foi a primeira aeronave a ser construída numa quantidade significante pela então Aéroplanes Deperdussin (mais tarde conhecida formalmente como Société Pour L'Aviation et ses Dérivés). Este avião foi produzido em diferentes tipos (A, B, C, D, E, T e TT), sendo que alguns deles foram bem sucedidos em competições aéreas, batendo vários recordes em 1911, e foi usado por diferentes países, sendo um exemplar do tipo B o primeiro avião militar português, em 1912.
O protótipo voou pela primeira vez conduzido por George Busson em Issy-les-Moulineaux em Outubro de 1910, possivelmente usando um motor Clerget de quatro cilindros em linha refrigerado à água.
Devido ao fato de a fuselagem ser muito fina, o piloto ficava quase que completamente exposto, praticamente sentando sobre a fuselagem ao invés de dentro dela.
Hoje em dia ainda há diversos exemplares em exibição em museus e colecções espalhados pelo mundo.

## Variantes
- Deperdisen A - de um lugares motor Clerget com 50 cv (37kW).
- Deperdisen B - de dois lugares com motor Gnome de 70 cv (52 kW).
- Deperdisen C - de dois lugares, usado em como batedor e formação, com um motor Gnome 7B rotativo com 70 cv (52kW).
- Deperdisen D - monolugar, usado em desporto , asa extensão de 6.65m, a construção de fuselagem monocoque de madeira, alimentado por um 14 cilindros Gnome potência do motor refrigerado a ar de 160 hp (120 kW) do motor radial do pistão rotativo, recorde de velocidade 206 kmh 1913.
- Deperdisen T - batedor, extensão da asa 10,63 m, alimentado por um motor Gnome 80 HP (60 kW) do motor radial do pistão rotativo.
- Deperdisen TT - batedor, extensão da asa 10,97 m, alimentado por um motor Gnome de 80 HP (60 kW) do motor radial do pistão rotativo.
- Deperdisen E (hidroavião) - hidroavião de um/dois lugares, extensão da asa 13,49 m, alimentado por um motor de 14 cilindros Gnome, potência do motor radial refrigerado a ar de 160 hp (120 kW [6]